# Lake Tennyson
Der Lake Tennyson ist ein durch Vergletscherung entstandener Gebirgssee im nördlichen Teil des Hurunui District der Region Canterbury auf der Südinsel von Neuseeland.

## Namensherkunft
Der See bekam seinen Namen im Jahr 1853, als sein Namensgeber, der spätere Premierminister von Neuseeland Frederick Weld, ihn aus der Entfernung von einem Bergwipfel sah. Zwei Jahre später besuchte er den See auf einer seiner Expeditionen. Nach wem er den See benannte ist nicht überliefert. Es gab Vermutungen, dass der See nach dem englischen Dichter Alfred Tennyson, 1. Baron Tennyson benannt wurde oder aber nach Bill Tennyson, einem Ochsentreiber aus der Gegend.

## Geographie
Der Lake Tennyson befindet sich eingebettet von den St James Range im Westen und im Süden, und den Crimea Range im Osten, rund 82 km westnordwestlich von Kaikoura entfernt, das an der Ostküste der Südinsel von Neuseeland liegt. Der See, der sich am östlichen Rand des Nelson Lakes National Park befindet, erstreckt sich über eine Länge von 3,1 km in südlicher Richtung und verfügt über eine Breite von 1,2 km. Der Umfang des Sees beträgt rund 7,6 km. Gespeist wird der Lake Tennyson von dem Gletscherwasser des Waiau Toa / Clarence River, der knapp 12 km nördlich in den nördlichen Ausläufern der St James Range entspringt. Am südöstlichen Ende des Sees führt der Waiau Toa / Clarence River seinen Lauf nach Süden fort.

## Tourismus
Am südöstlichen Ende des Sees befindet sich ein kleiner vom Department of Conservation (DOC) angelegter offener Campingplatz. Von dort aus kann an dem See nach Forellen geangelt werden. Fahrten mit dem eigenen Boot sowie Wanderungen entlang des Sees sind möglich.